# Torre degli Sciri
La torre degli Sciri o torre degli Scalzi è una torre medievale del secolo XIII sita a Perugia, nell'antico quartiere di Porta Santa Susanna, all'inizio di Via dei Priori. È l'unica rimasta integra delle numerosissime torri, che fecero meritare alla città il titolo di "turrita". Alta 42 metri, è stata realizzata con blocchetti di calcare bianco di misura omogenea. 

## Storia e descrizione

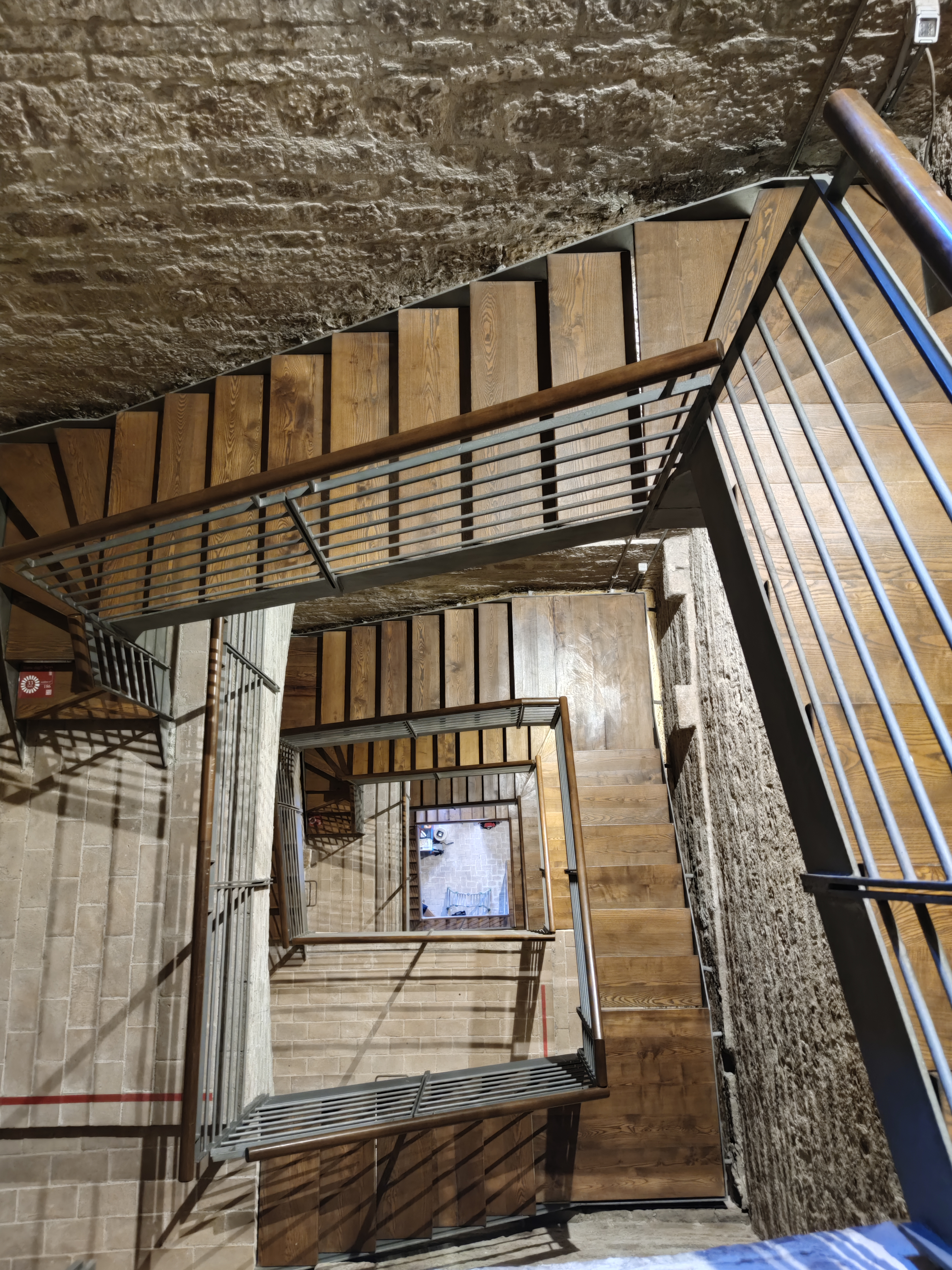
Scale interne della torre

In origine dovrebbe essere stata parte di un antico nucleo di case appartenente al clan nobiliare dei degli Oddi; solo nel XVI secolo passò agli Sciri, che abitavano le case sottostanti (il casato si estinse nel XVII secolo). È possibile che gli Sciri si siano impadroniti del palazzo e della torre dopo la sconfitta e la cacciata da Perugia Degli Oddi da parte dei Baglioni nel 1488 (infatti gli Sciri erano tra le famiglie che sostenevano i Baglioni stessi). Le motivazioni che spingevano le famiglie ad impegnarsi nella costruzione di una torre erano:
- le necessità di carattere militare
- l'esigenza di ostentare un simbolo di prestigio e di potenza

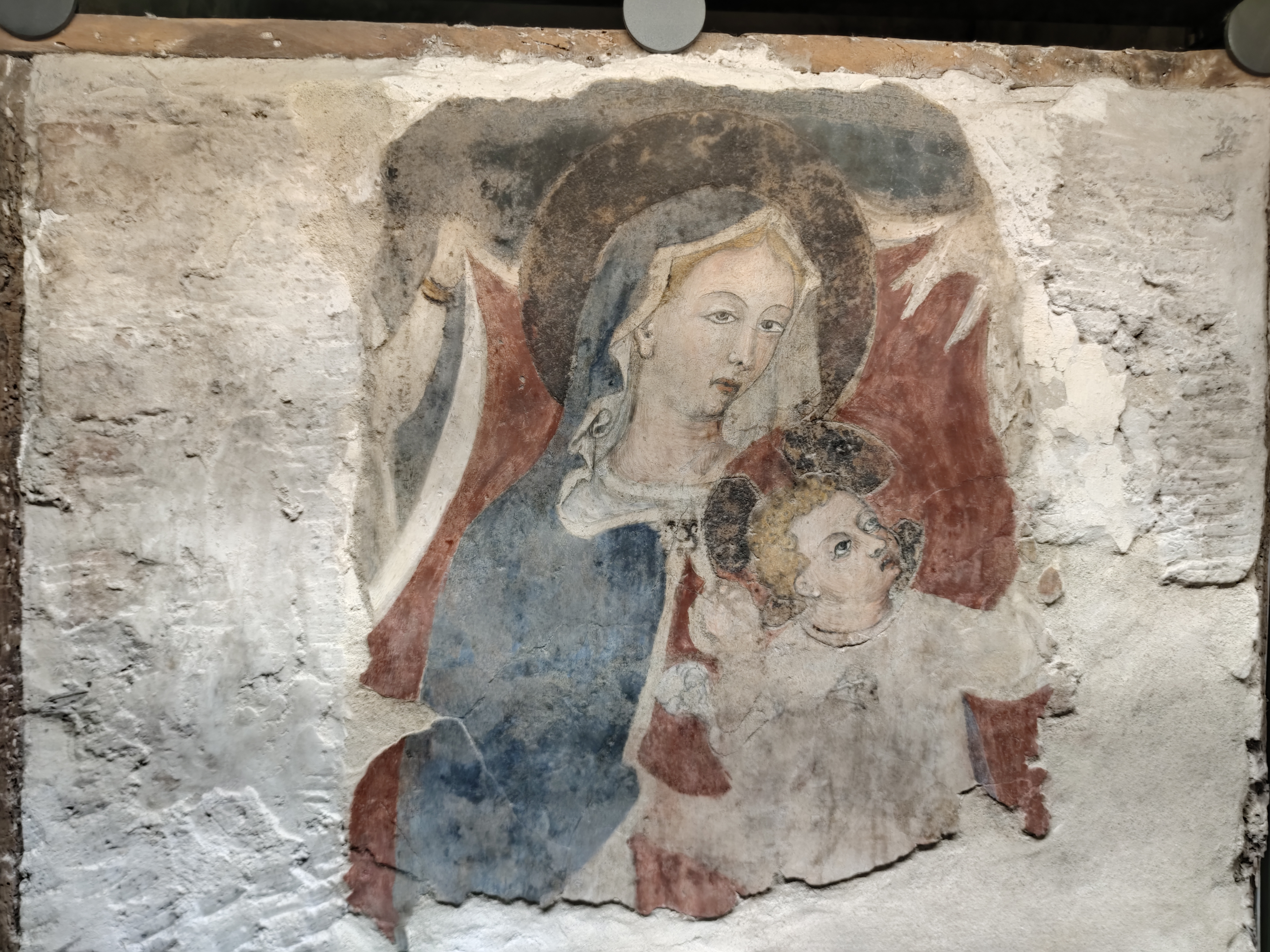
Affresco all'interno della torre di una Madonna con il bambino

È tuttavia ipotizzabile che, nel caso dei Degli Oddi, vi fosse anche un'altra finalità. Si deve tener conto infatti che costoro possedevano nel 1225 il castello di Pierle, al confine tra l'Umbria e la Toscana; esso come sembra fu alienato al comune di Cortona nel 1230, dopodiché i Degli Oddi divennero parte integrante e prestigiosissima del gruppo dirigente comunale perugino. Si potrebbe quindi pensare che essi avessero inteso replicare in qualche modo in un contesto urbano le sembianze di quel castello che probabilmente erano stati costretti a cedere al comune toscano contro la loro volontà. E in effetti, nell'angolo Nord-Ovest del castello di Pierle tuttora svetta, anche se parzialmente crollata, un'altissima torre che ben può essere stata il modello cui si ispirarono i costruttori dell'antica “torre dei Degli Oddi”.
Sull'architrave della porta alla base della torre si può notare uno scudo araldico con un cimiero composto da una zampa di un gallo, rappresentante l'emblema degli Sciri. Lo scudo è affiancato da due lettere e caratteri capitali, cioè un "N" e una "I", che dovrebbero rimandare a Nicola Iacobi degli Sciri . Poco sopra, sulla destra, è visibile un pregevole pannello in mattonelle di ceramica, raffigurante la Madonna in trono, con Gesù bambino che reca un cardellino nella mano sinistra. Alla base dell'immagine votiva si legge l'iscrizione MATER DIVINÆ GRATIÆ ORA PRO NOBIS.
Con l'estinzione della famiglia Sciri nel secolo XVII, la struttura, passata in proprietà a Caterina della Penna, fu da questa donata a suor Lucia Tartaglini da Cortona. Ella vi fondò nel 1680 il Conservatorio detto di Suor Lucia. Questo istituto accoglieva fanciulle orfane e di umili origini, disposte a praticare una povera vita di preghiera e di lavoro, secondo la regola del Terz'Ordine francescano. Queste religiose venivano chiamate dai Perugini “becchette”, per cui la torre fu nota anche con il nome di “torre delle Becchette”, mentre il nome di “torre degli Scalzi” le è derivato dal convento dei Carmelitani scalzi insediati nella prospiciente chiesa di S. Teresa. Successivamente subentrarono in questo edificio conventuale le suore Oblate di S. Filippo Neri, che vi risiedettero fino a pochi anni fa.
Dal 24 ottobre 2011 si svolsero i lavori per il recupero della torre, della chiesa e di una porzione di edificio a edilizia residenziale per complessivi 12 alloggi. La ristrutturazione della torre finì il 20 gennaio 2015  e fu inaugurata il 28 gennaio. I finanziamenti necessari alla ristrutturazione provennero dal Fondo Europeo di Sviluppo Regionale, concessi dalla Regione Umbria, e dai fondi del Comune di Perugia.

## Galleria d'immagini

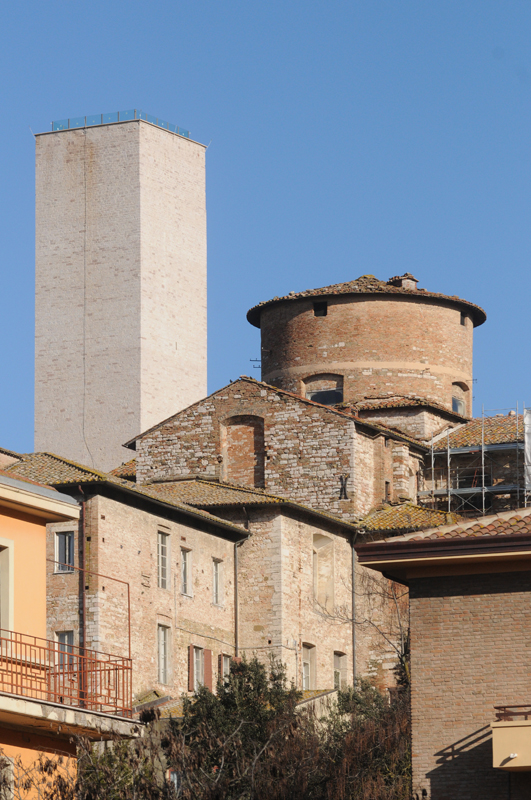
Torre degli Sciri o torre degli Scalzi
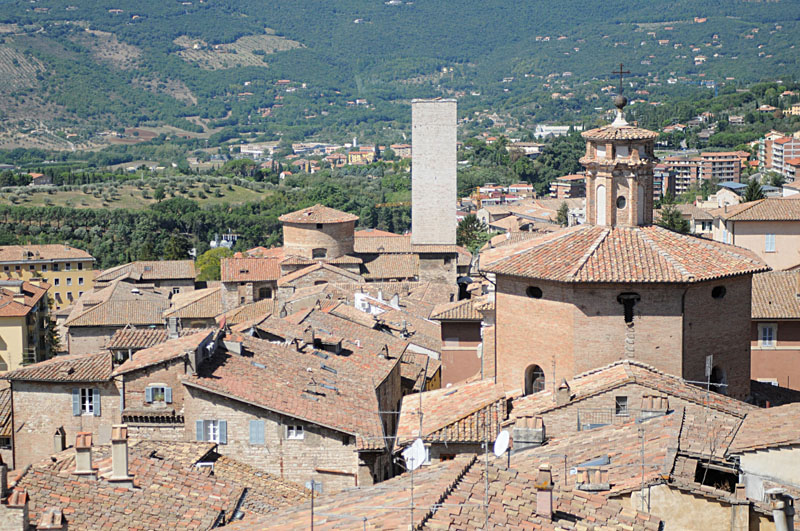
Veduta della torre degli Sciri o degli Scalzi
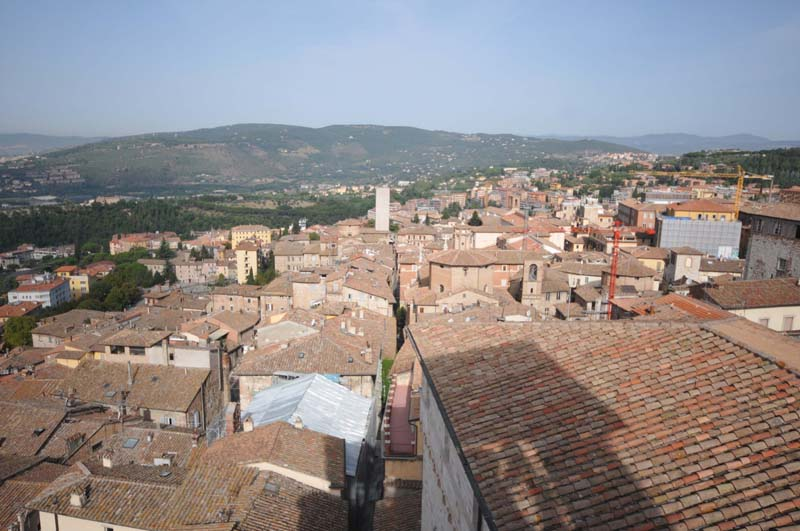
La torre degli Sciri nel panorama perugino
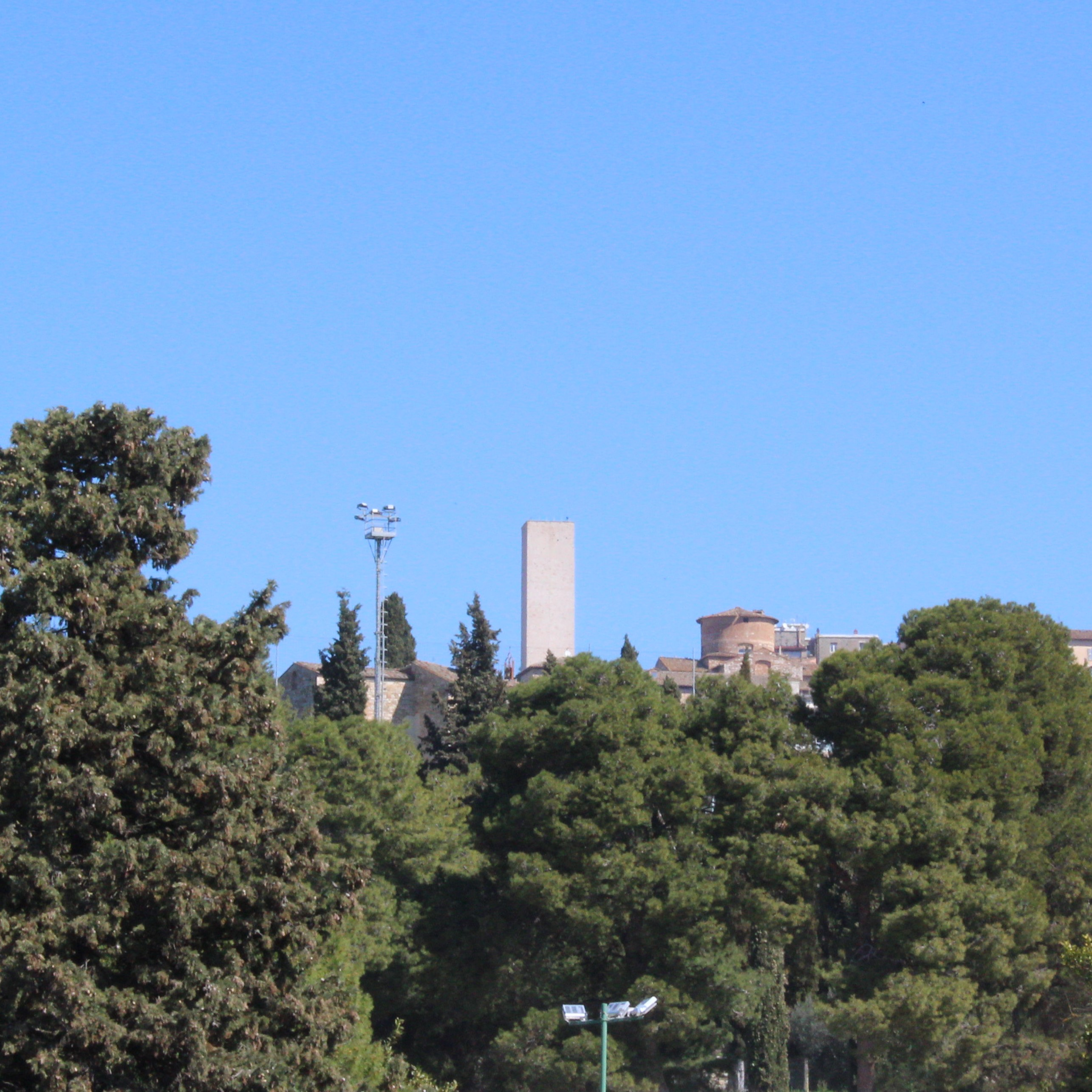
La Torre degli Sciri "spicca" vista dalla città bassa
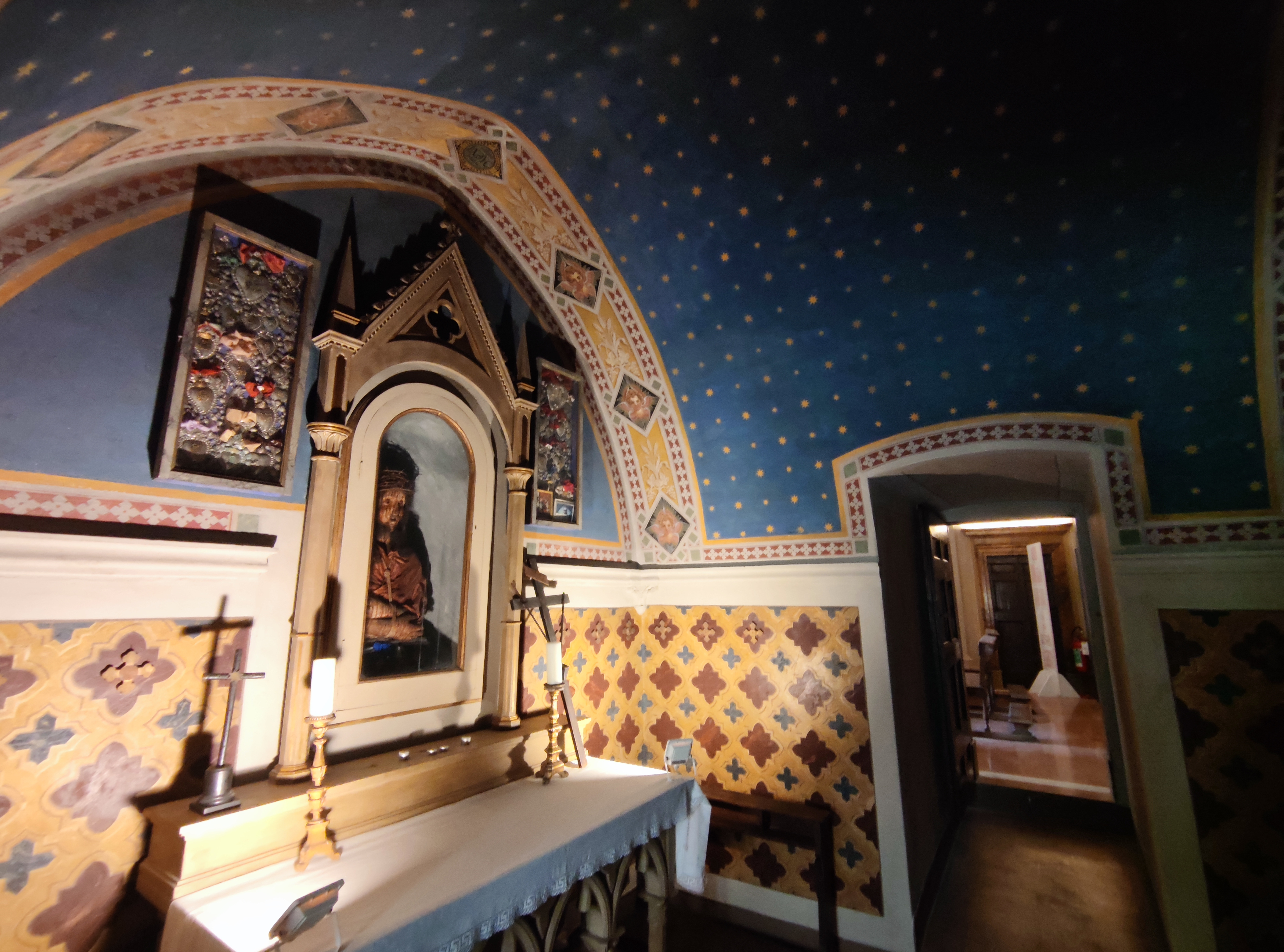
Cappella con volta stellata
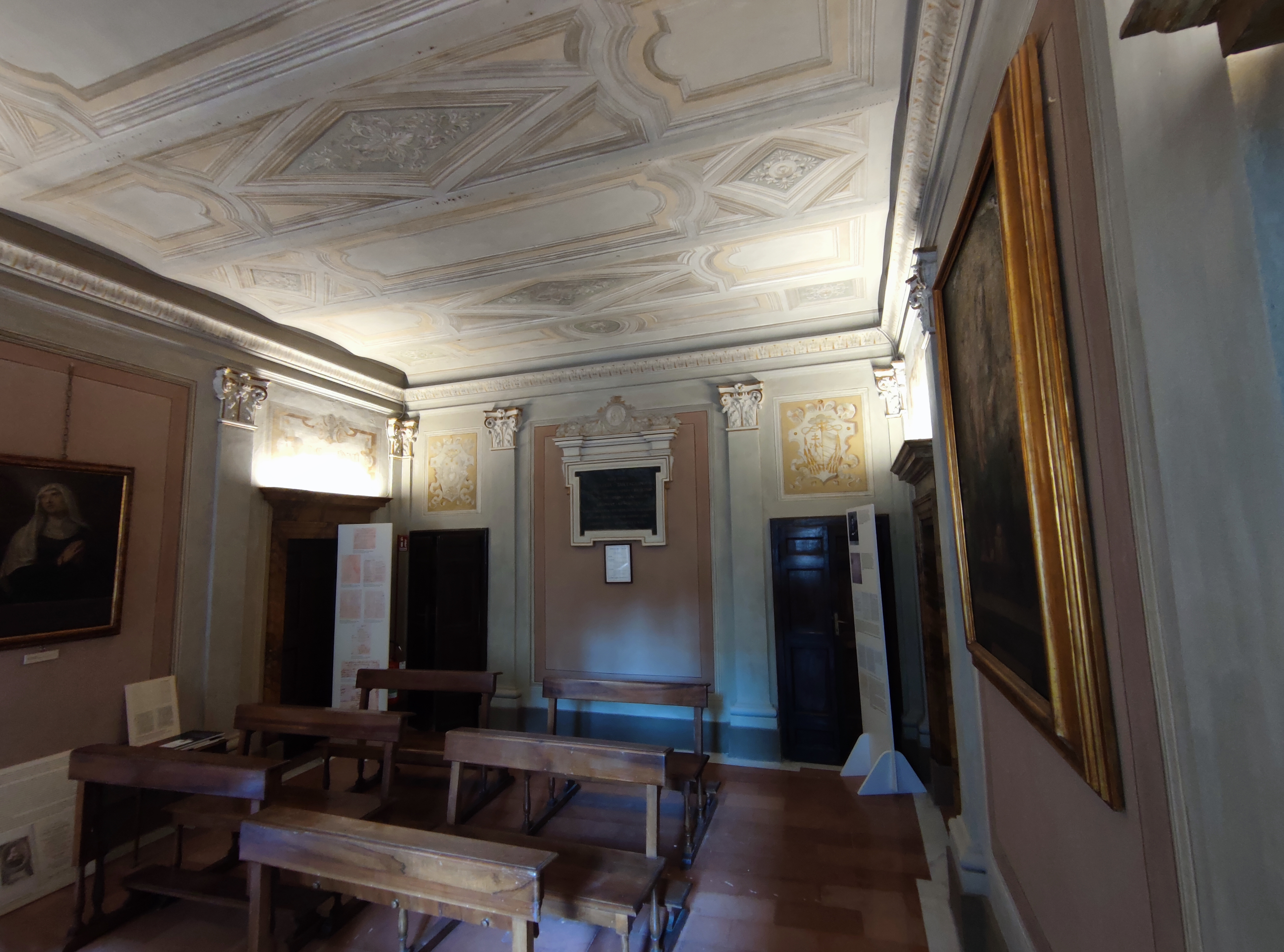
Piccola chiesa del complesso della torre
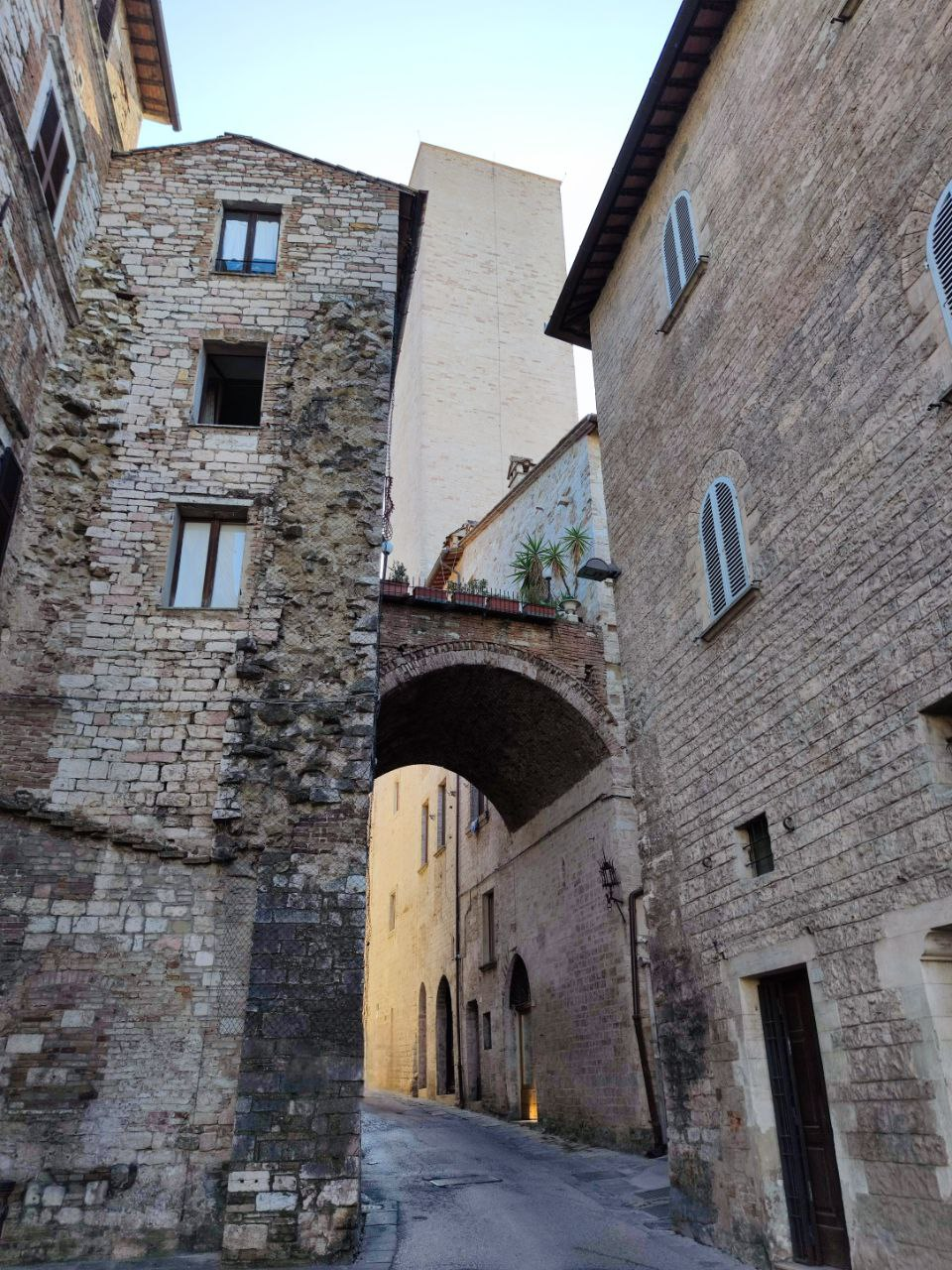
La torre vista da via dei priori